# Alicia Gladden
Alicia Gladden (ur. 28 maja 1985 w Orange Park, zm. 19 kwietnia 2013 w Avondale) – amerykańska koszykarka występująca na pozycjach rzucającej oraz niskiej skrzydłowej.
Zginęła w wypadku drogowym 19 kwietnia 2013.

## Osiągnięcia
Na podstawie, o ile nie zaznaczono inaczej.
NCAA
- Uczestniczka rozgrywek:
  - Sweet Sixteen turnieju NCAA (2007)
  - II rundy turnieju NCAA (2005–2007)
- Zaliczona do:
  - I składu:
    - defensywnego ACC (2005–2007)
    - turnieju:
      - Lady Griz Holiday Classic (2005)
      - Seminole Classic (2005)
      - San Juan Shootout (2005)
      - Lady Pirate (2006)

  - III składu ACC (2006, 2007)
  - składu All-ACC Honorable Mention (2005)

Drużynowe
- Mistrzyni:
  - Ligi Adriatyckiej (2012)
  - Rumunii (2008)
  - Serbii (2012)
- Brązowa medalistka mistrzostw Polski (2010)

Indywidualne
- Najlepsza skrzydłowa ligi polskiej (2010 według eurobasket.com)[5]
- Uczestniczka meczu gwiazd PLKK (2011)[6]
- Zaliczona do (przez eurobasket.com):
  - I składu:
    - PLKK (2010)[5]
    - zawodniczek zagranicznych PLKK (2010)[5]